# Classe Dunkerque
La classe Dunkerque est une classe de bâtiments de ligne français qui ont été mis en service au cours des années 1930. Ce furent les premiers navires de ligne construits, alors qu'allait s'achever la période de « vacances navales » instituée  par le Traité de Washington et prolongée par le premier Traité naval de Londres. Leur conception reflète les préoccupations des architectes navals du moment, et la recherche d'une solution équilibrée entre les cuirassés, fortement armés, lourdement cuirassés et relativement lents, compte tenu de la limitation du déplacement fixé à 35 000 tonnes, et la demande de navires, plus rapides, surclassant les croiseurs lourds et autres « cuirassés de poche », tout en ayant un déplacement sensiblement inférieur à 35 000 tonnes.
La classe Dunkerque est constituée de deux navires, apparemment très semblables, mais la seconde unité, le Strasbourg, possède un blindage vertical amélioré et une tour légèrement différente.
La reprise de la course aux armements navals dès 1934 conduira à l'abandon de la construction de navires de ce type pour celle des cuirassés rapides, utilisant pleinement les possibilités offertes par le traité de Washington en ce qui concerne le calibre maximum de l'artillerie principale, et respectant plus ou moins strictement le déplacement standard maximum de 35 000 tonnes.

## Conception

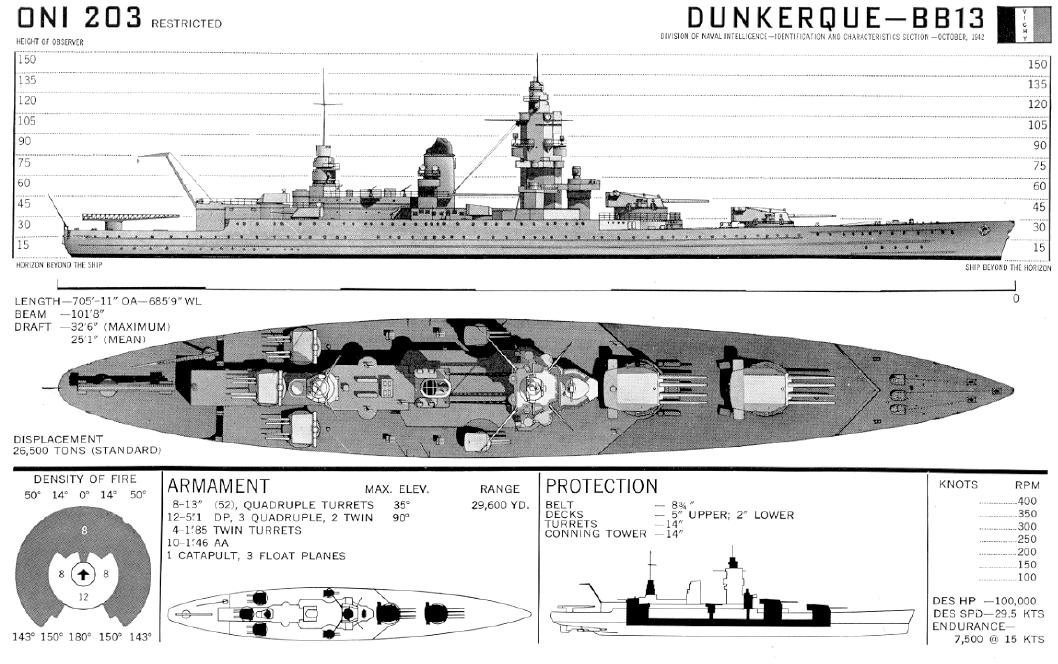
Schémas du Dunkerque.

La conception est assez innovante pour son époque, notamment l'armement orienté vers l'avant. Cela avait déjà été le cas sur les navires de la classe Nelson, mais ils possèdent alors trois tourelles triples de 406 mm, et l'angle de tir de la tourelle no 3, la plus à l'arrière, est limité par les tourelles no 1 et 2, sur son avant. Les navires de la classe Dunkerque utilisent eux deux tourelles quadruples, ce qui leur permet de tirer vers l'avant sans restrictions, permettant de s'approcher au maximum tout en ne présentant qu'une petite partie du navire au feu ennemi. Dans le contexte du traité de Washington de 1922 qui limite le déplacement des navires, ce montage a aussi l'avantage de limiter le poids total de blindage au niveau des tourelles, tout en gardant la même puissance de feu. En contrepartie, un seul impact « malchanceux » sur une tourelle peut immobiliser la moitié de l'artillerie principale du navire.
Cet armement de tourelles quadruples est une caractéristique typique des navires de ligne français de l'immédiat avant-guerre, et on la retrouve sur les bâtiments de la classe Richelieu, le Richelieu et le Jean Bart.
Le blindage de protection des navires est relativement moderne, utilisant le principe de « tout ou rien », contrairement aux navires de guerre allemands de l'époque. Ainsi le Strasbourg utilise ce concept, mais avec un blindage légèrement amélioré par rapport au Dunkerque. Ce blindage est censé pouvoir résister aux canons allemands de 280 mm, mais a montré ses limites à bord du Dunkerque, face aux tirs de 381 mm de la Royal Navy, lors de la bataille de Mers el Kébir.

Profil interne du Dunkerque.

Schéma du blindage du Dunkerque. Les nombres représentent son épaisseur en millimètres. Le blindage vertical apparaît en rouge.

## Navires de la classe
| Nom du navire | Chantier                  | Sur cale      | Lancement     | Mis en service | Sort                                                                   |
| ------------- | ------------------------- | ------------- | ------------- | -------------- | ---------------------------------------------------------------------- |
| Dunkerque     | Arsenal de Brest          | décembre 1932 | octobre 1935  | mai 1937       | Sabordé le 27 novembre 1942 à Toulon, renfloué en 1945, démoli en 1958 |
| Strasbourg    | Chantiers de l'Atlantique | novembre 1934 | décembre 1936 | février 1939   | Sabordé le 27 novembre 1942, renfloué en 1945, démoli en 1955          |

## Une brève carrière
Leur baptême du feu a lieu lors de la bataille de Mers el-Kébir le 3 juillet 1940. Sous les tirs des canons de 381 mm des navires de ligne de la Royal Navy, le Strasbourg échappe à la canonnade, escorté de cinq contre-torpilleurs parvient à s'échapper de Mers el-Kébir et rallie Toulon en longeant la côte sarde. Le Dunkerque est endommagé par le tir des cuirassés britanniques, doit s'échouer pour ne pas couler. Il est encore gravement endommagé, deux jours plus tard par des avions torpilleurs. Remis à flot, il sera ramené à Toulon pour y être sommairement réparé.  Les deux navires de ligne seront sabordés le 27 novembre 1942 pour ne pas tomber aux mains des Allemands.